# Жеваго Костянтин Валентинович
Костянти́н Валенти́нович Жева́го (нар. 7 січня 1974, селище Іультин, Чукотський автономний округ, Магаданська область, РРФСР) — український бізнесмен та політик. Народний депутат України III, IV, V, VI, VII та VIII скликань, виконавчий директор Ferrexpo, бенефіціар банку «Фінанси та Кредит», фігурант кількох кримінальних проваджень ДБР. З 12 лютого 2025 року перебуває під безстроковими персональними спеціальними економічними та іншими обмежувальними заходами (санкціями).

## Життєпис
Народився в сім'ї гірничого інженера. Дитинство провів у Дніпрорудному Запорізької області.

### Освіта
З 1991 до 1996 року навчався на факультеті «Облік і аналіз зовнішньоекономічної діяльності» в Київському економічному університеті за фахом економіст-міжнародник, магістр економіки.
2003 року захистив кандидатську дисертацію «Міжнародні інвестиції та ефективний економічний розвиток» в Київському економічному університеті.

### Бізнес
1993–1996 — фінансовий директор АТЗТ «Фінанси та кредит». 1996–1998 — голова правління ФПГ «Фінанси та кредит», заступник голови ради ВАТ «Полтавський гірничо-збагачувальний комбінат» та член наглядової ради ВАТ «Укрнафта».
Костянтин Жеваго, 34-х річний інвестор, став першим з українських мільярдерів, хто вивів одну зі своїх компаній «Феррекспо» на основний майданчик Лондонської фондової біржі. Восени 2007 року Ferrexpo була включена в індекс FTSE 250 — індекс Лондонської фондової біржі на підставі котирувань акцій 250 найбільших компаній.
Костянтин Жеваго визнаний журналом Forbes наймолодшим мільярдером в Європі, який зробив свій статок сам. Його банк «Фінанси і Кредит» входив до TOP-10 найбільших українських банків з сотнями філій по Україні (ліквідований під кінець 2015 року). Він контролював розвинені та успішні підприємства в гірничорудній і металургійній галузях, суднобудуванні та машинобудуванні, у виробництві великовантажних автомобілів, фармакології та харчопромі в Україні, а також в країнах Західної Європи та Середньої Азії. Володіє футбольною командою Прем'єр-ліги України «Ворскла» (Полтава).
За списком журналу Forbes у березні 2012 року Жеваго посів № 719 у світі та № 4 в Україні з $1.8 млрд.
2019 року журнал НВ оцінив статки Жеваго у $744 млн (+30 % з 2018 року); № 9 серед найбашатших бізнесменів України.
У 2022 році за даними українського Forbes Жеваго увійшов до п'яти найбагатших людей України.

### Політика
З 12 травня 1998 до 14 травня 2002 був народним депутатом III скликання від виборчого округу № 149 Полтавської області. Член Комітету з питань економічної політики, управління народного господарства, власності та інвестицій. Був членом фракції НДП, групи «Відродження регіонів», фракції ПРП «Реформи-конгрес» та групи «Солідарність».
З 14 травня 2002 до 25 травня 2006 — народний депутат України 4-го скликання від виборчого округу № 150 Полтавської області. Член Комітету з питань правової політики, член Постійної делегації Верховної Ради України в Парламентській асамблеї Ради Європи. Був членом групи «Європейський вибір», фракції «Регіони України» та «Реформи і порядок».
З 25 травня 2006 до 23 листопада 2007 — народний депутат України V скл. від «Блоку Тимошенко», № 62 в списку. Член Комітету з питань правової політики.
З 23 листопада 2007 — народний депутат України 6-го скликання від «Блоку Юлії Тимошенко», № 62 в списку. Член Комітету з питань правової політики, член Спеціальної контрольної комісії з питань приватизації. Керівник депутатської групи з міжпарламентських зв'язків з Японією. За весь час роботи Верховної Ради 6-го скликання був присутній лише на 11 засіданнях з 530.
На парламентських виборах 2012 року балотувався в народні депутати як самовисуванець по одномандатному мажоритарному округу № 150 на Полтавщині (з центром у місті Комсомольськ) і переміг набравши 61,20 % голосів. Член Комітету Верховної Ради України з питань правової політики, позафракційний.
На позачергових парламентських виборах в Україні 2014 року знову балотувався за округом № 150 шляхом самовисування, де переміг, отримавши 43,81 % голосів. Член Комітету з питань верховенства права та правосуддя, позафракційний.
Кандидат у народні депутати на парламентських виборах 2019 року (виборчий округ № 150, місто Горішні Плавні, частина Автозаводського району м. Кременчук, Глобинський, Кременчуцький райони). Програв кандидату від партії «Слуга народу» Олексію Мовчану.

## Розслідування

### Розкрадання (2007—2014)
У вересні 2019 року проти Жеваго було відкрито кримінальне провадження щодо його можливої причетності до розкрадання 2,5 млрд грн. ДБР викликало Костянтина на допит 27 вересня 2019 року. Згідно з даними перевірки Фонду гарантування вкладів фізичних осіб Жеваго та інший топменеджер банку «Фінанси та Кредит» видав кілька свідомо безнадійних кредитів на суму майже 5 млрд грн для того, щоб заволодіти грошима.
За даними слідства, у 2007—2014 роках офшорна компанія відкрила кілька кредитних ліній в іноземних банках. Між банком «Фінанси та кредит» та іноземними банками було укладено договори застави на суму 113 млн $. Український банк поручався за офшорну компанію власними коштами на рахунках в іноземних банках-кредиторах. 2015 року за невиконання зобов'язань офшорною компанією за договорами іноземні банки стягнули з рахунків банку «Фінанси та кредит» 113 млн $. Заставу було списано коли банк «Фінанси та кредит» було оголошено неплатоспроможним.
2 жовтня 2019 року, після 3,5 років судового розгляду, Шевченківський районний суд Києва постановив стягнути з Жеваго 1,5 млрд грн на користь НБУ. В рішенні пояснюється, що Костянтин не бажав виконувати зобов'язання за договором поруки про погашення кредитів рефінансування банку.
3 грудня 2019 року, Жеваго було оголошено в міжнародний розшук та надано дозвіл на його затримання. 13 грудня Київський апеляційний суд повернув апеляційну скаргу Жеваго без розгляду через несплату судового збору у визначені строки, після чого рішення суду щодо примусового стягнення набрало чинності.
26 грудня 2019 року почато примусове стягнення 1,54 млрд грн. 15 липня 2021 року Інтерпол оголосив Жеваго у міжнародний розшук у справі щодо розтрати $113 млн.
27 грудня 2022 року Жеваго було затримано у французькому Куршевелі за запитом ДБР. 29 грудня суд французького Шамбері ухвалив екстрадиційний арешт Жеваго, йому було повідомлено про підозру у вчиненні кримінальних правопорушень, передбачених ч. 3 ст. 27, ч. 5 ст. 191, ч. 3 ст. 209 КК України. Також підозри пред'явлено деяким топменеджерам Банку «Фінанси та Кредит».
У березні 2023 року було арештовано гелікоптер Жеваго, з 20 вересня 2023 року гелікоптер мав виконувати бойові завдання в складі ЗСУ.
10 листопада 2023 року Верховний суд Франції відхилив українську апеляцію та постановив, що Жеваго не підлягає екстрадиції, бо Україна не могла гарантувати, що справа Жеваго буде розглядатися незалежним судом. З Жеваго було знято всі обмеження.
6 лютого 2024 року було арештовано майно Жеваго, зокрема, $113 млн, які він зберігав у Швейцарії.

### Розкрадання (2007—2010)
У травні 2024 року Жеваго отримав нову підозру в виведенні з банку Фінанси та Кредит 519 млн грн у змові з двома заступниками. За даними слідства, Жеваго в 2007—2010 роках створив злочинну організацію, до складу якої увійшли голова, члени правління банку «Фінанси та Кредит» та інші наближені до нього особи. Підконтрольна Жеваго компанія отримала в банку кредит з порушенням правил, далі гроші надалі виведели на офшорні рахунки Жеваго.

### Підкуп голови Верховного суду
Підозрюється у наданні суддям Верховного суду та його голові Всеволоду Князєву хабаря (ч. 4 ст. 369 ККУ), якого було затримано 15 травня 2023 року під час отримання першої частини грошей у розмірі $450 тис.. 10 липня 2024 року ВАКС обрав Жеваго заочно запобіжний захід у вигляді тримання під вартою, сам Жеваго на момент вчинення злочину і на момент початку розслідування перебував у Франції.

### Будинок готелю Військово-Микільського монастиря
11 грудня 2017 року близьке до Костянтина Жеваго ТОВ «3В Ріелті» купило з аукціону за 210 млн гривень у центрі Києва історичний прибутковий будинок (будівлю готелю) Військово-Микільського монастиря.
У 2021 році, внаслідок банкрутства «3В Ріелті», будинок знову виставлено на торги ДП «СЕТАМ». Також пов'язана з Жеваго «Фінансова компанія «Фінтакт» оскаржила їх результати, бо переможцем став сторонній учасник. Проте він не вніс оплату. Тому «СЕТАМ» визнав переможцем аукціону «Фінтакт», яка до 2023 року також затягувала викуп. У 2023 році активи Костянтина Жеваго (зокрема, оформлені на повʼязаних осіб) було арештовано у справі розтрати майна банку «Фінанси та Кредит». Серед цих активів були і будинок по вулиці Мазепи, 11, і статутний капітал «Фінтакт».
Після того, як 12 лютого 2025 року на Костянтина Жеваго було накладено безстрокові персональні спеціальні економічні та інші обмежувальні заходи (санкції), ДП «СЕТАМ» сформувало новий протокол торгів, визнавши їх переможцем ТОВ «Тіквел Компані» (зареєстроване у 2021 році, за тиждень до торгів). Протягом 2021—2024 років, згідно зі звітністю, новий переможець не здійснював господарської діяльності. 26 березня 2025 року компанія змінила бенефіціарного власника. Від Леоніда Глиняного (депутата Київської обласної ради, фракція партії «Європейська Солідарність») вона перейшла до Ярослава Вербовського.
Проте ще напередодні, 25 березня 2025 року, Держфінмоніторинг отримав від ПриватБанку інформацію про наміри «Тіквел Компані» сплатити майже 292 млн гривень за придбання на СЕТАМ. У банку виникла підозра, що ця фінансова операція може порушувати санкції, накладені на Костянтина Жеваго. За інформацією банку «Південний» щодо походження коштів на рахунку «Тіквел компані», 111 мільйонів гривень було отримано від «Каскад-Інвесту» (кінцевий бенефіціар — Віталій Хомутиннік), а решту 184 млн гривень - як поворотну фінансову допомогу від нового бенефіціара Ярослава Вербовського.
Ярослав Вербовський також є бенефіціаром ТОВ «Ю.Комодітіз», пов'язаної з Ігорем Коломойським. До нього ним був Михайло Бакуненко, менеджер Павла Фукса та Віталія Хомутинника в газовому бізнесі. Бакуненко відомий як глава правління компанії «Укрнафтобуріння» (співвласники — Коломойський, Хомутиннік та Фукс) і вочевидь є справжнім куратором «схеми» з будівлею по вул. Івана Мазепи, 11.
Детективи Бюро економічної безпеки України визнали «Тіквел компані» підконтрольною Костянтину Жеваго, а придбання на СЕТАМ — «схемою» з метою «… зберегти контроль над майновим комплексом та уникнути конфіскації». На будівлю та рахунок товариства було накладено арешт за «відмивання коштів, отриманих злочинним шляхом».

## Сім'я
Батько — Валентин Олександрович, мати — Раїса Максимівна. Одружений. Дружина Аліна Володимирівна — викладачка міжнародної економіки в Національному економічному університеті, кандидат економічних наук. Виховують сина Івана та дочку Софію.

## Виноски
1. ↑  http://w1.c1.rada.gov.ua/pls/radac_gs09/d_index_arh?skl=3
2. ↑  http://w1.c1.rada.gov.ua/pls/radac_gs09/d_index_arh?skl=4
3. ↑  http://w1.c1.rada.gov.ua/pls/radac_gs09/d_index_arh?skl=5
4. ↑  http://w1.c1.rada.gov.ua/pls/radac_gs09/d_index_arh?skl=6
5. ↑  http://w1.c1.rada.gov.ua/pls/radac_gs09/d_index_arh?skl=7
6. 1 2  Екс-депутата та бізнесмена Жеваго затримали у Франції. РБК-Украина (укр.). Процитовано 28 грудня 2022.
7. 1 2  УКАЗ ПРЕЗИДЕНТА УКРАЇНИ №81/2025 Про рішення Ради національної безпеки і оборони України від 12 лютого 2025 року «Про застосування персональних спеціальних економічних та інших обмежувальних заходів (санкцій)»
8. ↑  Список найбагатших українців за версією журналу Forbes. Архів оригіналу за 2 серпня 2012. Процитовано 2 серпня 2012.
9. ↑  Золотая сотня. Топ-100 самых богатых украинцев — рейтинг НВ и Dragon Capital. nv.ua. Архів оригіналу за 1 листопада 2020. Процитовано 30 листопада 2019.
10. ↑  Костянтин Жеваго: Біографія, досьє, фото Костянтин Жеваго. forbes.ua (укр.). 27 грудня 2022. Процитовано 30 вересня 2024.
11. ↑  Янукович-батько ходив у парламент ще гірше, ніж Янукович-син // Українська правда. Архів оригіналу за 31 травня 2012. Процитовано 30 травня 2012.
12. ↑  Український олігарх записався у мажоритарники. Архів оригіналу за 6 листопада 2012. Процитовано 11 серпня 2012.
13. ↑  Результати голосування на виборчих дільницях округу № 150 — Вибори народних депутатів України 28 жовтня 2012 року — ЦВК. (Перевірено 10 листопада 2014)
14. ↑  Жеваго Костянтин Валентинович — Відомості про кандидата в народні депутати України — Позачергові вибори народних депутатів України 26 жовтня 2014 року [Архівовано 1 листопада 2014 у Wayback Machine.] — ЦВК. (Перевірено 10 листопада 2014)
15. ↑  Результати голосування на виборчих дільницях округу № 150 — Позачергові вибори народних депутатів України 26 жовтня 2014 року [Архівовано 30 жовтня 2014 у Wayback Machine.] — ЦВК. (Перевірено 10 листопада 2014)
16. ↑  Центральна виборча комісія. Архів оригіналу за 22 липня 2019. Процитовано 22 липня 2019.
17. ↑  Мільярдер Жеваго втрачає мандат після 21 року в Раді [Архівовано 23 липня 2019 у Wayback Machine.] LB.ua (22 липня 2019)
18. ↑  Жеваго викликали на допит в ДБР. РБК-Украина (рос.). Архів оригіналу за 23 вересня 2019. Процитовано 23 вересня 2019.
19. ↑  Жеваго оголосили підозру у розтратах в банку "Фінанси та кредит". РБК-Украина (рос.). Архів оригіналу за 27 вересня 2019. Процитовано 27 вересня 2019.
20. ↑  Суд стягнув з Жеваго 1,5 млрд грн на користь НБУ. РБК-Украина (рос.). Архів оригіналу за 26 жовтня 2019. Процитовано 2 жовтня 2019.
21. ↑  Суд дозволив арештувати Жеваго. РБК-Украина (рос.). Архів оригіналу за 4 грудня 2019. Процитовано 4 грудня 2019.
22. ↑  НБУ почав примусове стягнення 1,5 млрд грн з Жеваго. РБК-Украина (рос.). Архів оригіналу за 26 грудня 2019. Процитовано 26 грудня 2019.
23. ↑  Нацбанк почав примусове стягнення з Жеваго 1,5 мільярда. Архів оригіналу за 26 грудня 2019. Процитовано 26 грудня 2019.
24. ↑  Колишнього народного депутата оголошено в міжнародний розшук - Державне бюро розслідувань. dbr.gov.ua. Архів оригіналу за 15 липня 2021. Процитовано 15 липня 2021.
25. ↑  Інтерпол оголосив Жеваго в міжнародний розшук. РБК-Украина (рос.). Архів оригіналу за 15 липня 2021. Процитовано 15 липня 2021.
26. ↑  У Франції затримали колишнього депутата Костянтина Жеваго – ДБР. Радіо Свобода (укр.). Процитовано 28 грудня 2022.
27. ↑  За запитом ДБР Костянтина Жеваго затримано у Куршевелі, готуються документи для екстрадиції - Державне бюро розслідувань.
28. ↑  Суд у Франції ухвалив рішення про екстрадиційний арешт Жеваго. Інтерфакс-Україна (укр.). Процитовано 29 грудня 2022.
29. ↑  За ініціативи ДБР українським військовим передано гелікоптер олігарха-втікача Жеваго (ВІДЕО). 20.09.2023
30. ↑  Арештований гелікоптер Жеваго передали українським військовим (ВІДЕО). 20.09.2023, 22:21
31. ↑  Суд у Франції відхилив апеляцію на екстрадицію Жеваго. // Автори: Даниїл Сотников та Віолетта Чайковська. 10.11.2023
32. ↑  Верховний Суд Франції остаточно відмовив в екстрадиції Жеваго в Україну та зняв з нього усі обмеження. 10.11.2023, 23:59
33. ↑  Арештовано $113 млн бізнесмена Жеваго у Швейцарії. 06.02.2024, 19:04
34. ↑  https://dbr.gov.ua/news/dbr-povidomilo-novu-pidozru-oligarhu-zhevago-ta-jogo-trom-spilnikam-u-spravi-vivedennya-519-mln-griven-z-banku-finansi-ta-kredit
35. ↑  Виведення 519 млн гривень з банку "Фінанси та Кредит": Жеваго отримав нову підозру. РБК-Украина (укр.). Процитовано 14 травня 2024.
36. ↑  Голова Верховного суду Князєв попався на хабарі у розмірі 2,7 млн доларів. РБК-Украина (укр.). Процитовано 18 липня 2024.
37. ↑  ВАКС обрав запобіжний заходу Жеваго у вигляді тримання під вартою без його участі, — адвокати. // Автор: Микола Ящук. 10.07.2024, 16:49
38. ↑  ВАКС заочно арештував мільярдера Жеваго у справі Князєва. РБК-Украина (укр.). Процитовано 18 липня 2024.
39. ↑  У Києві продадуть старовинну будівлю за 210 млн гривень [Архівовано 2017-12-15 у Wayback Machine.] 11.12.2017
40. 1 2 3  Після введення санкцій оточенню Жеваго заблокували продаж памʼятки архітектури в центрі Києва
41. 1 2  Елітну нерухомість в центрі Києва підсанкційного олігарха арештували: про кого йдеться
42. ↑  Cascade Investment Fund
43. ↑  Пов’язана з Коломойським компанія відсудила 200 мільйонів у єдиного виробника урану в Україні
44. 1 2  Фукс, Хомутиннік та Жеваго: провал чергової брудної комбінації
45. ↑  Фіскали зірвали оборудку: Хомутиннику і Фуксу не дали вкрасти Будинок Військово-Микільського монастиря

### Дивись також
- Найбагатші люди України 2006
- Найбагатші люди України 2007
- Найбагатші люди України 2008
- Найбагатші люди України 2009
- Найбагатші люди України 2010
- Найбагатші люди України 2011
- Найбагатші люди України 2012
- Батальйон «Монако»